# Galdenoch Castle

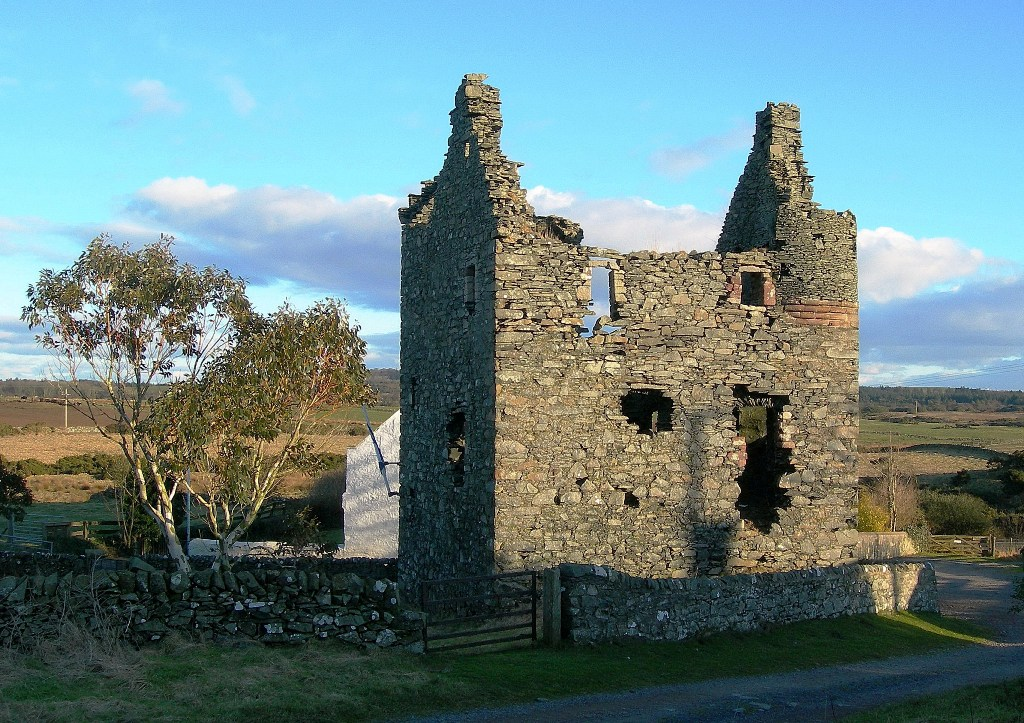
Galdenoch Castle

Galdenoch Castle ist ein Tower House nahe der schottischen Ortschaft Leswalt in der Council Area Dumfries and Galloway. Die Ruine ist als Scheduled Monument denkmalgeschützt. Eine 1972 vorgenommene Aufnahme in die schottischen Denkmallisten in der höchsten Denkmalkategorie A wurde 2015 aufgehoben.

## Beschreibung
Galdenoch Castle liegt isoliert auf der Rhins of Galloway rund 4,5 km westlich von Leswalt. Eine Plakette weist das Baujahr 1547 sowie die Initialen G.A. aus. Vermutlich setzte sich der Bau für Gilbert Agnew of Lochnaw bis um 1570 fort. Der Wehrturm weist einen L-förmigen Grundriss auf. Das Bruchsteinmauerwerk ist bis zu 1,15 m mächtig. Die Innenräume besitzen eine Grundfläche von 6,95 m × 4,4 m. Das dreistöckige Gebäude wurde bereits zu Beginn des 20. Jahrhunderts als Ruine beschrieben. Die Mauern sind teilweise bis zu einer Höhe von rund 10,5 Metern erhalten, wobei insbesondere die Westflanke stark beschädigt ist.
Das Eingangsportal mit Entlastungsbogen befindet sich im Gebäudeinnenwinkel. Es sind verschiedene Fensteröffnungen mit Stürzen erhalten. An der Südwestseite kragte eine Tourelle mit drei Fenstern aus. Von dem einst abschließenden Satteldach sind die Staffelgiebel erhalten. Das unterste Geschoss ist als Steingewölbe gearbeitet. Eine enge Wendeltreppe im kürzeren Gebäudeflügel führt zu den Obergeschossen.